# Атабаска (Алберта)
Атабаска (енгл. Athabasca) је малена варош у северном делу канадске провинције Алберта. Налази се на обалама реке Атабаске на 145 км северно од административног центра провинције Едмонтона. 
Насеље је основано 1877. као Атабаска Лендинг. 
Према попису становника из 2011. у вароши је живело 2.990 становника што је за 15,9% више у односу на попис из 2006. када је регистровано 2.580 житеља.
Од 1970. у граду се налази и универзитет. Универзитет је познат по томе што већина студената који га похађају предавања прате на даљину, путем видео веза. 

## Становништво
| 2006. | 2011. | 2016. |
| ----- | ----- | ----- |
| 2.575 | 2.990 | 2.965 |